# Claudia Frick

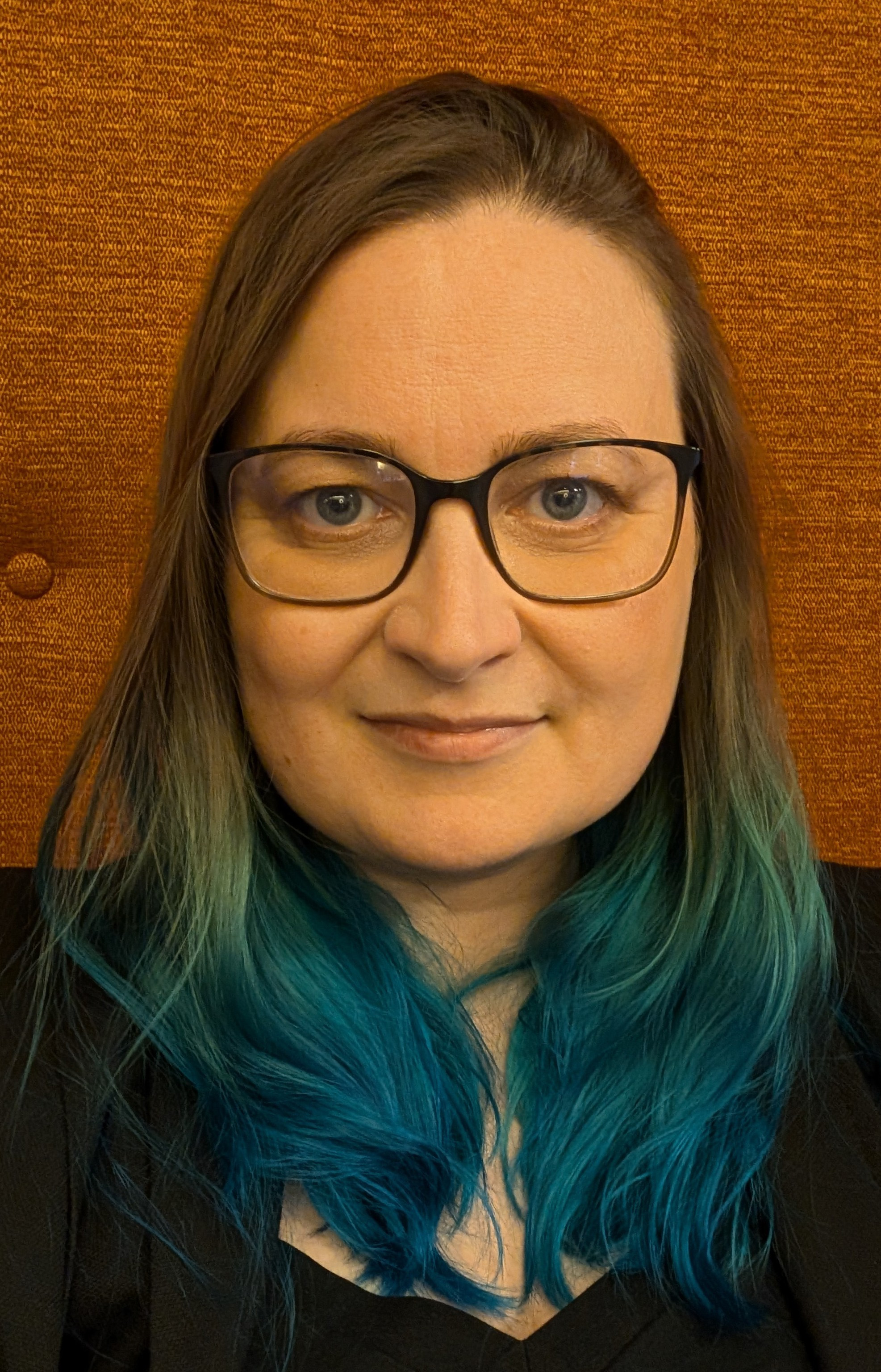
Claudia Frick

Claudia Frick (* 17. September 1983) ist eine deutsche Meteorologin und Bibliothekarin. Seit 2021 ist sie Professorin für Informationsdienstleistungen und Wissenschaftskommunikation an der Technischen Hochschule Köln.

## Werdegang
Ab 2003 studierte sie an der Johannes Gutenberg-Universität Mainz zunächst Physik, dann Meteorologie. Ihre Diplomarbeit schrieb sie 2008 zu südhemisphärischen Tiefdruckgebieten und ihren Wechselwirkungen mit antarktischen Windsystemen. Im Jahr 2012 wurde sie an der ETH Zürich mit einer von Heini Wernli betreuten Arbeit zur numerischen Modellierung von nassem Schneefall promoviert. Von 2012 bis 2013 war sie Wissenschaftliche Mitarbeiterin beim Deutschen Wetterdienst und befasste sich mit der Regionalisierung meteorologischer Messdaten.
Nach einer kurzen Anstellung als Postdoc an der Universität zu Köln wechselte sie 2014 an das Forschungszentrum Jülich, wo sie bis 2021 in der Zentralbibliothek als Teamleitung Wissenschaftliches Publizieren und Fachbereichsleitung Literaturerwerbung tätig war. Parallel absolvierte sie von 2016 bis 2019 an der Technischen Hochschule Köln ein Masterstudium Bibliotheks- und Informationswissenschaft (MALIS). In ihrer Masterarbeit beschäftigte sie sich mit der Konzipierung  digitaler Lernangebote. Im Jahr 2021 wurde sie auf eine Professur an der TH Köln berufen und lehrt dort am Institut für Informationswissenschaft.
Zu ihren Forschungsschwerpunkten gehört Open Science. Auf dem 35. Chaos Communication Congress 2018 in Leipzig hielt sie zu diesem Thema einen der Eröffnungsvorträge.

## Soziale Medien
Frick ist unter dem Handle „FuzzyLeapfrog“ und mit der Anrede "Fuzzy" sehr aktiv in sozialen Medien, z. B. seit März 2011 auf Twitter und seit Dezember 2018 auf Mastodon. Von Februar 2020 bis Januar 2023 betrieb sie zusammen mit Henning Krause und Lambert Heller auf Twitch einen monatlichen Stream über wissenschaftliche Themen unter dem Titel „Forschungsstrom“. Zusammen mit Florian Freistetter startete sie im August 2021 den erst wöchentlichen und jetzt zweiwöchentlichen Podcast „Das Klima“, in dem zunächst der Sechste Sachstandsbericht des IPCC kapitelweise laiengerecht erläutert wurde und jetzt aktuelle Forschung rund um die Klimakrise im Fokus steht.

## Politische Aktivitäten
Von Januar 2011 bis Juli 2014 war die aus Weinsheim stammende Frick Mitglied der Piratenpartei Deutschland. Dort setzte sie sich für eine Energiewende und das bedingungslose Grundeinkommen ein. Bei der Bundestagswahl 2013 war sie Direktkandidatin der Piratenpartei für den Bundestagswahlkreis Kreuznach und stand auf Platz 2 der Landesliste. Sie erreichte 2,3 Prozent der Erst- und 1,8 Prozent der Zweitstimmen.
Seit Anfang 2019 engagiert sie sich in Düren bei Bündnis 90/Die Grünen.